# EN 14476
 (avril 2014).
Si vous disposez d'ouvrages ou d'articles de référence ou si vous connaissez des sites web de qualité traitant du thème abordé ici, merci de compléter l'article en donnant les références utiles à sa vérifiabilité et en les liant à la section « Notes et références ».
 (décembre 2024).
La norme EN 14476 est une norme européenne décrivant des actions de destructions des micro-organismes dans un milieu. Elle a été édictée [Quand ?].

## Détails
- Évaluation de l’activité virucide
- Réduction microbienne supérieure à 10^4 sur Poliovirus et Adenovirus
- Conditions de propreté sur 0,3 g/l d’albumine bovine
- Conditions de saleté sur 3 g/l d’albumine bovine + 3ml/l d’érythrocytes de mouton
- Temps de contact : 60 minutes ou temps additionnels 5, 15, 30 min à une température de +20 °C

## Sources
- http://www.phagogene.fr/les-normes/